# Chuck Stubbs
Charles "Chuck" Stubbs (26 mars 1926, Détroit, Michigan - 23 août 2003, Leucadia, Californie)  était un enfant acteur américain au tournant des années 1940.

## Filmographie
- 1938 : Des hommes sont nés
- 1938 : Les Anges aux figures sales, Red
- 1939 : La Chevauchée fantastique
- 1939 : They Shall Have Music, Fever Jones
- 1940 : Tumak, fils de la jungle, Shell Person
- 1940 : Nice Girl?
- 1941 : Dumbo, un garçon